# Vacuna atenuada
Un vacuna atenuada és un tipus de vacuna creat a partir de patògens vius atenuats, és a dir, amb una virulència reduïda. L’agent infecciós s’altera perquè sigui innocu o menys virulent i no pugui causar la malaltia a persones o animals sans. Generalment, aquest tipus de vaccins es realitzen a partir de soques homòlogues a les del patogen virulent, però que s’han atenuat de manera natural, o a partir de patògens virulents aïllats, als que mitjançant mètodes d’atenuació se'ls aconsegueix minvar la seva virulència de forma estable.

## Història

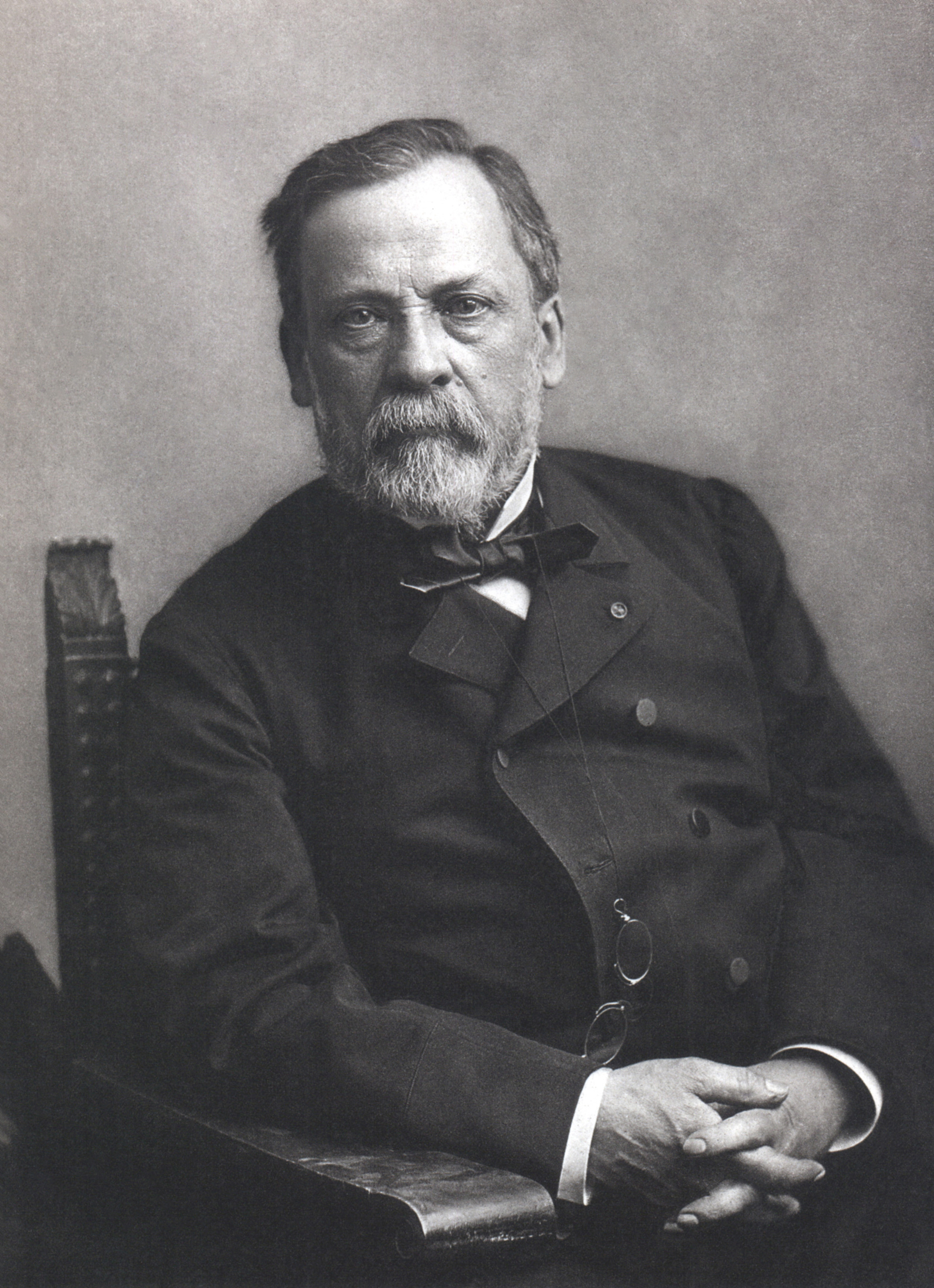
Louis Pasteur (1822 - 1895)

L’inici dels vaccins atenuats es remunta a l’any 1880, quan Pasteur i el seu ajudant, Charles Chamberland, iniciaren els seus estudis sobre la transmissió del còlera aviar (Pasteurella multocida).
Durant els seus estudis Pasteur va decidir agafar-se unes vacances i ordenà al seu ajudant a què inoculés el còlera a un grup de pollastres, però se li oblidà inocular-los, provocant que els bacteris es debilitessin a causa del pas del temps. En tornar de vacances, els van inocular amb els bacteris debilitats, i produí en els pollastres els símptomes característics, però no van morir. En tornar-los a exposar al còlera tampoc van morir. Com a conseqüència de tot això, Pasteur havia aconseguit desenvolupar el primer vaccí atenuat.
A partir d’aquest moment Pasteur posà en pràctica aquest descobriment en altres patògens, com per exemple l’àntrax. L’any 1881 va dur a terme un experiment amb vaccins amb àntrax debilitat i va ser un èxit: vaccinà 25 ovelles amb antrax tractat amb calor i deixà 25 ovelles sense vaccinar. En injectar-los a totes antrax, les vaccinades van sobreviure i les que no van morir. Finalment va desenvolupar estudis amb la ràbia, treballant amb els patògens secs del teixit nerviós de conills. L’any 1885 inoculà a un nen mossegat per un gos portador de ràbia un vaccí seu, salvant-lo de la mort.
A propòsit d'això, cal dir que el concepte de vaccí atenuat es va conèixer abans que Pasteur ho fes, amb els treballs d'Edward Jenner amb la verola (1796). L’única diferència és que en els vaccins de Pasteur es tracta el patogen artificialment, mentre que en les de la verola s’aïllava la forma dèbil del bacteri directament.

## Mètodes d'atenuació
Tècniques clàssiques: no utilitzen tecnologia de DNA recombinant.

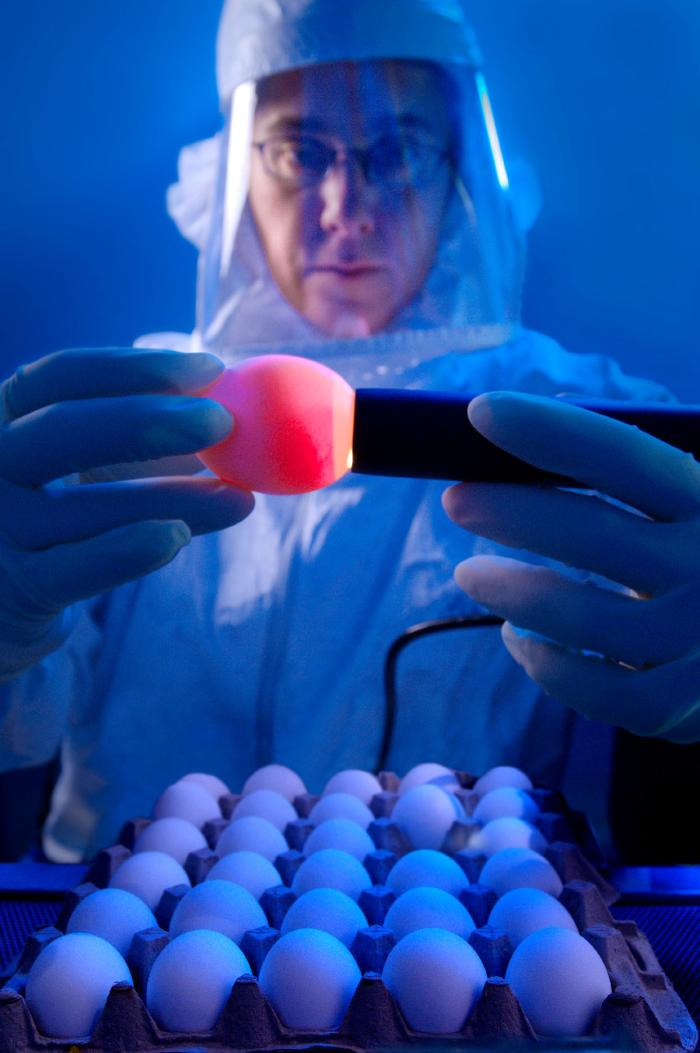
Cultiu en ous embrionats

- Atenuació mitjançant el pas del patogen per un hoste diferent (com cultius cel·lulars, ous embrionats o animals vius) en el cas dels virus, o per medis de cultiu en el cas dels bacteris, per després seleccionar les soques menys virulentes.
- Ús de virus homòlegs suficientment relacionats amb el virus objectiu que seran menys virulents per una espècie que no sigui l'original però que produiran una resposta immunitària apropiada. Va ser el mètode utilitzat per Edward Jenner en el seu vaccí de la verola.
- Obtenció de virus sensibles a la temperatura o adaptats al fred, que veuran el seu creixement limitat dins l’organisme inoculat.
- Generar virus amb genoma reordenat sorgits d’una doble infecció en un cultiu cel·lular, que conté segments dels dos virus progenitors en el seu genoma.

Tècniques recombinants: utilitzen tecnologia de DNA recombinant. Els següents mètodes per si sols resulten en vaccins de nova generació, però poden utilitzar-se en conjunt amb les tècniques clàssiques per estabilitzar les atenuacions o obtenir altres característiques interessants per als vaccins.
- Manipulació del genoma del microorganisme, per tal d’introduir mutacions.
- Desenvolupament de microorganismes recombinants que expressin immunògens propis d'altres microorganismes.

## Avantatges
- Immunitat. El patogen atenuat té el gran avantatge d’activar totes les fases del sistema immunitari, estimulant limfòcits T CD4+, limfòcits T CD8+ i produint grans quantitats de citocines. Per altra banda, com que el patogen atenuat es reprodueix molt lentament, proporciona una immunitat més duradora, ja que continua presentant l’antigen després de la vaccinació. D’aquesta manera, els reforços del vaccí són necessaris amb menys freqüència. El vaccí també dona una ràpida immunitat enfront del patogen.

- Protecció. Gràcies a la inducció de tots els mecanismes del sistema immunitari, el vaccí atenuat dona més protecció que el vaccí inactivat.

- Administració. A més, alguns vaccins atenuats, com per exemple el vaccí per la poliomielitis, són fàcils d’administrar, ja que es poden prendre per via oral sense requerir una injecció estèril duta a terme per un treballador de la salut amb capacitat.

- Pocs efectes secundaris. El vaccí atenuat també té un gran avantatge pel fet de tenir-ne molt pocs en comparació amb els vaccins d’anticossos injectats.

- Adjuvants. Per les seves característiques immunològiques, no requereixen la presència d'adjuvants, a diferència dels vaccins inactivats.

## Desavantatges
- Possibilitat de la pèrdua de la seva atenuació. És a dir, que l’atenuació no sigui estable i que el microorganisme es pugui revertir en les formes virulentes, de manera que generaria la malaltia a l’organisme en el qual s’ha inoculat. Aquest esdeveniment, a part de causar la malaltia, seria una via de transmissió a altres individus, podent generar un brot. Per tant, podria tenir un impacte social important. La pèrdua de l’atenuació pot ser deguda a un mètode de fabricació mal realitzat. Tot i l'eficiència del procediment, també ho pot generar una mutació de la soca no apreciada pels fabricants dels vaccins.

- Contaminació. La presència d’algun altre tipus de microorganisme en el vaccí, camuflat entre el que interessa, pot generar patologies no desitjades en l’individu.

- Limitacions. Cal tenir en compte l'estat dels subjectes als quals s’inocula el vaccí, ja que en individus amb algun tipus d'immunodeficiència (leucèmia, VIH...), o que s’estiguin tractant amb algun fàrmac immunosupressor, la replicació incontrolada dels virus atenuats també pot tenir el mateix desenllaç generant una malaltia, i en aquests casos amb reaccions més greus, i fins i tot fatals.

- Complexitat. El procés de fabricació i els mètodes d’atenuació són més complicats que els mecanismes d’elaboració dels vaccins inactivades.

- Emmagatzematge. Aquest tipus de vaccins necessiten mantenir-se en cadena de fred contínua (entre 4 i 6 °C), per tal de mantenir els microorganismes vius fins al moment de la inoculació.

- Trasport de vaccins al tercer món. En aquests països no hi ha bon sistema de refrigerament, per tant les inactivades són més bona opció que les atenuades.

## Diferències entre vaccins atenuats i vaccins inactivats
| Vaccins atenuats                                   | Vaccins inactivats                  |
| -------------------------------------------------- | ----------------------------------- |
| Estimulen immunitat humoral i cel·lular            | Immunitat humoral                   |
| Immunitat similar a la natural                     | Menor immunitat (no multiplicació)  |
| Menor dosi i inoculacions                          | Més dosi i inoculacions             |
| Virulència residual: Reversió a virulència         | No virulència, no reversió          |
| Emmagatzematge complicat (refrigeració)            | Emmagatzematge senzill              |
| Efectes secundaris (malaltia lleu)                 | Menys efectes secundàris (adjuvant) |
| Possible presència de microorganismes contaminants | Més segurs                          |
| Menor necessitat d'adjuvant                        | Imprescindible adjuvant             |

## Exemples dels microorganismes més utilitzats
Hi ha nombrosos vaccins vius atenuats actualment en ús:
- Els vaccins atenuats contra virus són relativament fàcils de crear perquè els virus són microbis simples que contenen un petit nombre de gens, i per tant, els científics poden controlar més fàcilment les seves característiques. Tenim per exemple els vaccins contra el xarampió, les galteres, la rubèola, la varicel·la, el vaccí oral contra la poliomielitis, el vaccí contra la febre groga i el vaccí contra la ràbia.
- Els vaccins atenuats contra bacteris són més difícils de crear a causa del fet que els bacteris tenen milers de gens i, per tant, són molt més difícils de controlar que els virus. Tenim per exemple el vaccí BCG (contra la tuberculosi), el vaccí contra la febre tifoide i el vaccí contra el còlera.